# Darius Marder
Pour les articles homonymes, voir Marder.
Darius Marder (né le 3 juin 1974 à Ashfield) est un réalisateur et scénariste américain.

## Filmographie

### Réalisateur
- 2019 : Sound of Metal[1]

### Scénariste
- 2012 : The Place Beyond the Pines
- 2019 : Sound of Metal

## Distinction

### Nomination
- Oscars 2021 : Meilleur scénario original pour Sound of Metal